# یوکیو آرای
یوکیو آرای (انگلیسی: Yukio Arai؛ زادهٔ ۱۳ اکتبر ۱۹۶۴) بازیکن بیس‌بال اهل ژاپن است.